# Kevin Granata
Kevin P. Granata (* 29. Dezember 1961 in Toledo, Ohio; † 16. April 2007 in Blacksburg, Virginia) war ein US-amerikanischer Biomechaniker.

## Leben

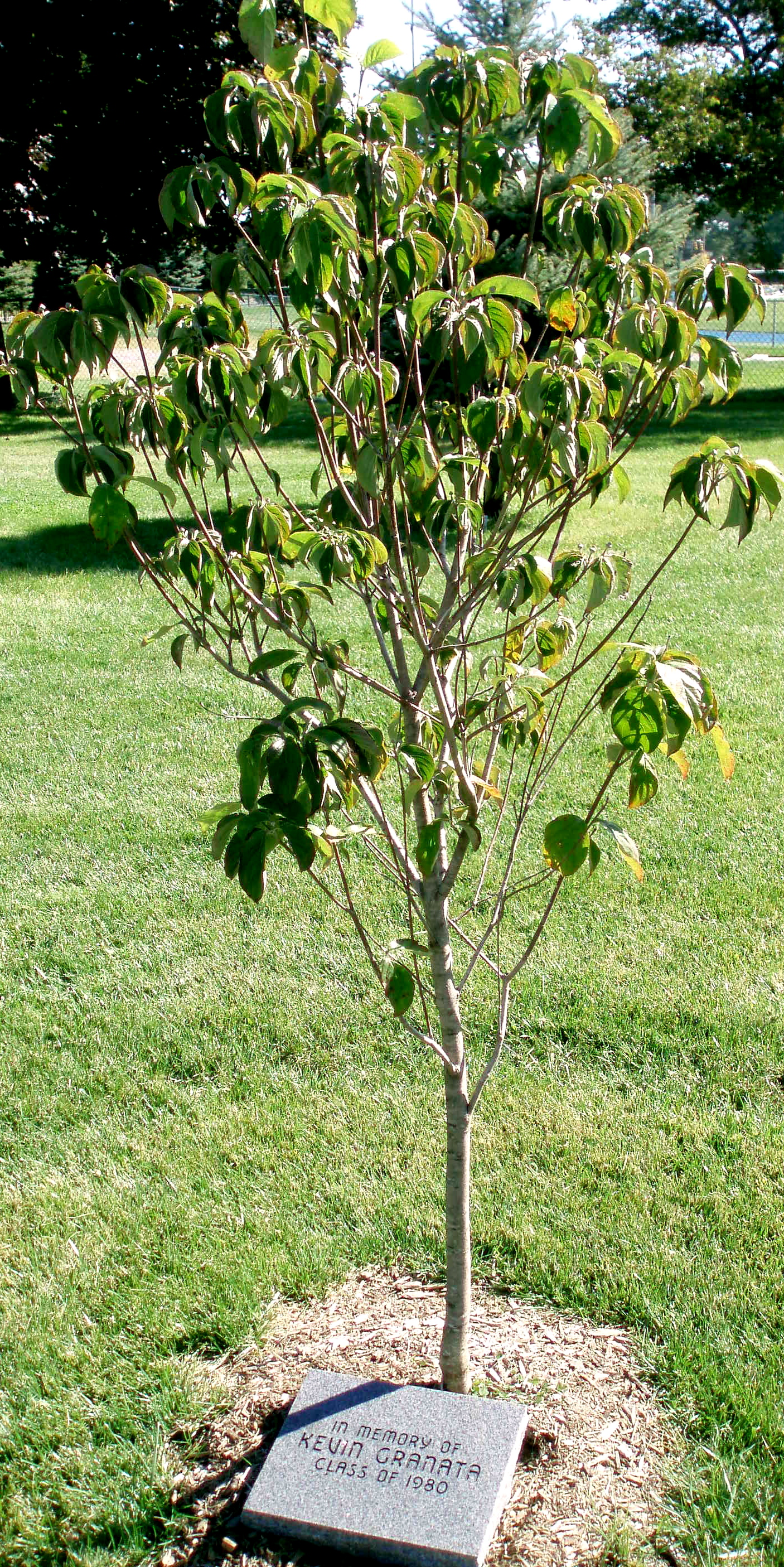
Gedächtnisbaum an Granatas High School in Toledo

Kevin Granata wurde am 29. Dezember 1961 in Toledo (Ohio) geboren. In seiner Geburtsstadt besuchte er die katholische St. Francis de Sales High School, die er 1980 abschloss. Anschließend begann er an der John Carroll University in Cleveland ein Physikstudium. 1984 beendete er das Bachelorstudium an der Ohio State University (OSU) mit einem Abschluss in Physik und Elektrotechnik. Sein Masterstudium absolvierte er an der Purdue University. Nach einem Aufenthalt am Applied Physics Laboratory der Johns Hopkins University kehrte er an die OSU zurück, wo er 1993 in Biomechanik promoviert wurde.
1997 trat Granata eine Stelle am Department für orthopädische Chirurgie an der University of Virginia an, wo er die Forschung am Labor für Bewegungsanalyse und Motorik leitete. Diese Stellung hatte er inne, bis er 2003 an den Fachbereich Ingenieurwissenschaften des Virginia Polytechnic Institute and State University („Virginia Tech“) in Blacksburg wechselte. Dort baute er ein Labor für Muskel-Skelett-Biomechanik auf, das er gemeinsam mit seinem Fachkollegen Michael L. Madigan leitete.
Granata wurde am 16. April 2007 beim Amoklauf an der Virginia Tech von dem Amokläufer Cho Seung-Hui erschossen. Er hinterließ seine Ehefrau und drei Kinder, die bei seinem Tod 11 bis 14 Jahre alt waren.

## Leistungen
An der Ohio State University befasste sich Granata mit der Bestimmung der Muskelkräfte im Lendenwirbelbereich. Hierzu benutzte er sowohl analytische Modelle als auch Daten aus Experimenten mit Patienten. Insbesondere integrierte er Daten aus elektromyographischen Messungen in die Modelle. Er lieferte auch Beiträge zum besseren Verständnis des Einflusses von Hirnverletzungen bei Kindern mit Zerebralparese auf deren Gleichgewicht und Motorik, wobei ihm seine Kenntnisse in Regelungstheorie zugutekamen. Auch in seinem Labor an Virginia Tech wendete er die Regelungstheorie schwerpunktmäßig auf zwei Gebiete an: motorische Störung von Patienten mit Zerebralparese und dynamische Aspekte der Rumpfstabilität. In diesen Gebieten führte er neue, komplexe Konzepte ein. Neue theoretische Modelle kombinierte er mit Experimenten an menschlichen Probanden.
Nach den Worten des Ortophädie-Professors Mark Abel von der University of Virginia war es Granatas Bestreben, ein Zentrum zur Erforschung des menschlichen Bewegungsapparats sowie der Möglichkeiten zu schaffen, mit denen Maschinen und andere Hilfsmittel entwickelt werden können, die menschliche Behinderungen überwinden helfen.
Seine Forschungsergebnisse publizierte Granata in zahlreichen wissenschaftlichen Fachartikeln. Die Literatur- und Zitationsdatenbank Web of Science weist 80 Artikel auf, zu denen er als Autor beigetragen hat. Noch 2020 wurden seine Veröffentlichungen jährlich etwa 250-mal zitiert. Er war Mitherausgeber der wissenschaftlichen Zeitschriften Journal of Applied Biomechanics und Journal of Electromyography & Kinesiology.
Der Dekan des Fachbereichs Ingenieurwissenschaften von Virginia Tech bezeichnete ihn nach seinem gewaltsamen Tod als einen der fünf führenden Vertreter seines Faches in den USA.

## Ehrungen
Am 31. August 2009 benannte Virginia Tech auf Antrag des Fachbereichs Ingenieurwissenschaften und Mechanik ein neues Biomechanik-Labor nach Kevin Granata; es heißt seither Kevin P. Granata Biomechanics Laboratory.